# Franck Tanasi
Franck Tanasi (Fort-de-France, 22 dicembre 1959) è un ex calciatore francese, di ruolo difensore.

## Carriera

### Giocatore
Totalizzò 212 presenze in massima serie con la maglia del Paris Saint-Germain, in undici stagioni fra il 1977 e il 1991: inizialmente riserva del club parigino, venne girato in prestito in seconda divisione al Paris FC e all'Orléans fra il 1979  e il 1981, per poi tornare al Paris Saint-Germain come titolare. Presente nell'undici di partenza della formazione che disputò la finale vincente di Coppa di Francia 1982-1983, contribuì con quattordici presenze alla vittoria del titolo nazionale nella stagione 1985-1986 e disputò un totale di otto incontri nelle competizioni europee.
Lasciato il Paris Saint-Germain, disputò due stagioni con i club di terza divisione del Poissy e del Paris FC, concludendo la carriera nel 1993.

### Dopo il ritiro
Ritiratosi dal calcio giocato, lavorò come allenatore di squadre dilettantistiche nella regione parigina, svolgendo parallelamente il ruolo di osservatore al Paris Saint-Germain, dal 2002 al 2004 ricoprì il ruolo di vice-commissario tecnico del Burkina Faso. Conclusa l'esperienza africana, tornò a Parigi dove continuò ad allenare squadre amatoriali, fino al definitivo ritiro dal mondo del calcio nel 2013.

## Statistiche
| Stagione                   | Squadra                    | Campionato                 | Campionato | Campionato | Coppe nazionali | Coppe nazionali | Coppe nazionali | Coppe continentali | Coppe continentali | Coppe continentali | Altre coppe | Altre coppe | Altre coppe | Totale | Totale |
| Stagione                   | Squadra                    | Comp                       | Pres       | Reti       | Comp            | Pres            | Reti            | Comp               | Pres               | Reti               | Comp        | Pres        | Reti        | Pres   | Reti   |
| -------------------------- | -------------------------- | -------------------------- | ---------- | ---------- | --------------- | --------------- | --------------- | ------------------ | ------------------ | ------------------ | ----------- | ----------- | ----------- | ------ | ------ |
| 1977-1978                  | Paris Saint-Germain        | D1                         | 1          | 0          | -               | -               | -               | -                  | -                  | -                  | -           | -           | -           | 1      | 0      |
| 1978-1979                  | Paris Saint-Germain        | D1                         | 1          | 0          | -               | -               | -               | -                  | -                  | -                  | -           | -           | -           | 7      | 0      |
| Totale Paris Saint-Germain | Totale Paris Saint-Germain | Totale Paris Saint-Germain | 2          | 0          |                 | -               | -               |                    | -                  | -                  |             | -           | -           | 2      | 0      |
| 1979-1980                  | Paris FC                   | D2                         | 18         | 2          | CF              | 10              | 0               | -                  | -                  | -                  | -           | -           | -           | 28     | 2      |
| 1980-1981                  | Paris FC                   | D2                         | 27         | 0          | CF              | 1               | 0               | -                  | -                  | -                  | -           | -           | -           | 28     | 0      |
| Totale Paris FC            | Totale Paris FC            | Totale Paris FC            | 45         | 2          |                 | 11              | 0               |                    | -                  | -                  |             | -           | -           | 56     | 2      |
| 1981-1982                  | Orléans                    | D2                         | 21         | 0          | CF              | 3               | 0               | -                  | -                  | -                  | -           | -           | -           | 24     | 2      |
| 1982-1983                  | Paris Saint-Germain        | D1                         | 13         | 0          | CF              | 7               | 0               | -                  | -                  | -                  | -           | -           | -           | 20     | 0      |
| 1983-1984                  | Paris Saint-Germain        | D1                         | 28         | 0          | CF              | 0               | 0               | CdC                | 4                  | 0                  | -           | -           | -           | 32     | 0      |
| 1984-1985                  | Paris Saint-Germain        | D1                         | 23         | 0          | CF              | 5               | 0               | -                  | -                  | -                  | -           | -           | -           | 28     | 0      |
| 1985-1986                  | Paris Saint-Germain        | D1                         | 14         | 0          | CF              | 7               | 0               | -                  | -                  | -                  | -           | -           | -           | 21     | 0      |
| 1986-1987                  | Paris Saint-Germain        | D1                         | 21         | 0          | CF              | 3               | 0               | CC                 | 0                  | 0                  | -           | -           | -           | 24     | 0      |
| 1987-1988                  | Paris Saint-Germain        | D1                         | 22         | 0          | CF              | 2               | 0               | -                  | -                  | -                  | -           | -           | -           | 24     | 0      |
| 1988-1989                  | Paris Saint-Germain        | D1                         | 32         | 0          | CF              | 4               | 0               | -                  | -                  | -                  | -           | -           | -           | 36     | 0      |
| 1989-1990                  | Paris Saint-Germain        | D1                         | 29         | 0          | CF              | 1               | 0               | CU                 | 4                  | 0                  | -           | -           | -           | 34     | 0      |
| 1990-1991                  | Paris Saint-Germain        | D1                         | 31         | 0          | CF              | 2               | 0               | -                  | -                  | -                  | -           | -           | -           | 33     | 0      |
| Totale Paris Saint-Germain | Totale Paris Saint-Germain | Totale Paris Saint-Germain | 212        | 0          |                 | 29              | 0               |                    | 8                  | 0                  |             | -           | -           | 259    | 0      |
| 1991-1992                  | Poissy                     | D4                         | ?          | ?          | -               | -               | -               | -                  | -                  | -                  | -           | -           | -           | ?      | ?      |
| 1992-1993                  | Paris FC                   | D3                         | 23         | 0          | -               | -               | -               | -                  | -                  | -                  | -           | -           | -           | 23     | 0      |
| Totale carriera            | Totale carriera            | Totale carriera            | 303+       | 2+         |                 | 40              | 0               |                    | 8                  | 0                  |             | -           | -           | 351+   | 2+     |

## Palmarès
- Campionato francese: 1

Paris Saint-Germain: 1985-86
- Coppa di Francia: 1

Paris Saint-Germain: 1982-83